# اریشوم یکم
اِریشوم یکم، پسر ایلو-شوما (۱۹۴۵–۱۹۰۶ پ. م) و شاه آشور کهن از ۱۹۰۶ تا ۱۸۶۷ پ. م بوده‌است. سنگ‌نبشته‌های به جامانده از دوره پادشاهی‌اش، یادآور می‌شود که او سازنده نیایشگاه‌هایی برای آشور، ایشتار و اَدَد بوده‌است. اریشوم یکم به دلیل نگارش یکی از جزئی‌ترین مجموعه قوانین دنیا شناخته می‌شود.
با آغاز پادشاهی اِریشوم یکم، از دوران تاریخ خود خارج و وارد دوره آشوری کهن می‌شویم. در پی اریشوم یکم، شاهانی چون ایکونوم (۱۸۶۷–۱۸۶۰ پیش از میلاد)، سارگون یکم آشوری (۱۸۶۰–۱۸۵۰ پیش از میلاد)، و پوزور-آشور دوم (۱۸۵۰–۱۸۳۰ پیش از میلاد) به تخت شاهی آشور نشستند.
سپس، نارام-سین شاه اشنونا (۱۸۳۰–۱۸۰۵) پیش از میلاد توانست آشور را تسخیر کند و به مدت ۱۵ سال بر آن ناحیه فرمانروایی کرد (۱۸۳۰–۱۸۱۵ پیش از میلاد).

## زندگی‌نامه
گروه‌های بازرگانی آشور با شور و نشاط به دنبال توسعه تجاری بودند، اریشوم یکم در آناتولی ایستگاه‌های بازرگانی دوردست ایجاد کرده بود که از آن با عنوان "کاروم" یاد می‌شود. کاروم‌ها در مسیرهای تجاری آناتولی تأسیس شد و شامل: کانش، آنکووا، خاتوشا، و هجده مکان دیگر که هنوز مشخص نشده‌اند، برخی از آنها به عنوان "پایگاه‌های جنگی" (اقمار کاروم و تابع آنها) تعیین شده‌اند. اجناسی که در این بازار معامله می‌شد شامل: قلع، پارچه، لاجورد، آهن، آنتیموان، مس، برنز، پشم، و غلات، در ازای طلا و نقره. حدود ۲۳هزار لوح در کانش پیدا شده‌است که طی یک دوره ۱۲۹ ساله از سی سال سلطنت اریشوم یکم تا پوزور-آشور دوم یا احتمالاً نارام-سین آشوری با ابتدایی‌ترین خطوط شامل نسخه‌هایی از کتیبه‌های او. این موارد در سال ۱۹۴۸ با سه لیست مشابه هر چند تکه‌تکه و دو نسخه دیگر از کتیبه اریشوم یکم با جزئیات مقررات مربوط به اجرای عدالت در آشور، از جمله امکان شاکیان برای به دست آوردن "rā biṣum" (وکیل) کشف شد. برای نمایندگی آنها:
کسی که بیش از حد در دروازه استپ صحبت کند، دیو ویرانه‌ها دهان و عقب او را خواهد گرفت؛ او سر خود را مانند یک گلدان خرد شده خرد می‌کند؛ او مانند یک نی شکسته می‌افتد و آب از دهان او جاری می‌شود. بیش از حد در دروازه استپ، خانه او به خانه ویرانه تبدیل خواهد شد. کسی که برای شهادت دروغ قیام می‌کند، باشد که [هفت] قاضی که در [دروازه پله] قضاوت می‌کنند، تصمیمی نادرست [علیه او] صادر کنند [ممکن است آشور]، ادد و بل ، [خدای من ، دانه‌اش را بچین] جایی [...] مبادا به او بدهند.

[کسی که…] از من اطاعت می‌کند ، [هنگامی که او] به دروازه استپ می‌رود، [ممکن است] معاون کاخ [به او کمک کند] ؛ [ممکن است او شاهدان و شاکی را به دادگاه بفرستد] [ممکن است] قاضی و تصمیم درستی بگیرد [در آشور]
وی به دنبال الگویی که پدرش (ایلو-شوما) تعیین کرد، معافیت‌های مالیاتی را اعلام کرده بود، یا همان‌طور که مایکل هادسون تفسیر کرده‌است، "اریشوم یکم اعلام کرد "بازپرداخت بدهی‌ها در قبال نقره، طلا، مس، قلع، جو، پشم قابل پرداخت است. "این در کتیبه‌ای در یک طرف یک بلوک بزرگ شکسته از سنگ نشان داده شده‌است، این بلوک ظاهراً "auppu" توصیف شده‌است. فرورفتگی کم عمق در قسمت بالای آن باعث شده تا برخی آن را به عنوان پریز در تشخیص دهند.
کتیبه‌های متعدد معاصر وی به یاد ساختمان او در معبد آشور به نام «گاو وحشی» با حیاط آن و دو ظرف آبجو و نفرین، همراه با کسانی که از آنها برای اهداف مورد نظر خود استفاده می‌کنند، می‌باشد. سایر ساخته‌های عمومی اریشوم یکم شامل معبد ایشتار و معبد ادد بوده‌است. او با اجرای تملک اجباری برای پاکسازی منطقه‌ای از دروازه گوسفند تا دروازه مردم به کار گرفته بود تا راه را برای بزرگ شدن دیوار شهر فراهم کند تا بتواند به خود ببالد که من دیواری بالاتر از دیواری که پدرم ساخته بود، ساختم. پادشاهان بعدی تلاش‌های او را به یاد آوردند، شمشی-ادد یکم در وقف بازسازی خود و شلمنسر یکم، وی خاطرنشان کرد که ۱۵۹ سال بین اقدامات اریشوم یکم و شمشی-ادد یکم و ۵۸۰ سال دیگر تا زمان خودش هنگامی که آتش آن را فرا گرفته بود. گذشته‌است.